# Claude Bouxin
Georges Germain Claude Jules Bouxin (* 17. Februar 1907 in Argelès-Gazost, Frankreich; † 23. Februar 1997 in Villejuif, Frankreich) war ein französischer Filmarchitekt und Bühnenbildner.

## Leben und Wirken
Der aus dem Pyrenäen-Vorland stammende Bouxin hatte Mitte der 1920er Jahre seine fachliche Ausbildung an einer Schule für angewandte Künste erhalten, ehe er 1926 vom Filmarchitekten Jean Perrier als dessen Assistent übernommen wurde. Mit Beginn der Tonfilmära war Bouxin in den kommenden drei Jahrzehnten an einer Fülle von Unterhaltungsproduktionen beteiligt, die allerdings nur selten künstlerisch über das Mittelmaß hinausgingen und, vor allem in den 1950er Jahren, oftmals im Pariser Halbwelt- oder Vergnügungsmilieu spielten.
Er gestaltete u. a. die Filmbauten zu Inszenierungen von Jean Epstein, Jacques de Baroncelli, Léon Mathot, Robert Vernay, Jean-Pierre Melville, Maurice Labro, John Berry und José Bénazéraf. Den Großteil der deutschen Besatzungszeit (1940 bis 1944) verbrachte Claude Bouxin in Toulouse, wo er als Bühnenbildner wirkte. In dieser südfranzösischen Stadt war er auch als Dozent tätig. Nach dem Krieg (Ende der 1940er und in den frühen 1950er Jahren) entwarf Bouxin auch die Bühnenbilder zu Pariser Inszenierungen, die unter anderem am Théâtre du Palais Royal und am Théâtre de la Potinière aufgeführt wurden.

## Filmografie
- 1930: Fumées
- 1930: Virages
- 1931: Le Lit conjugal
- 1931: Le Carillon de la liberté
- 1932: Le Gamin de Paris
- 1933: Roger la Honte
- 1933: L'Assommoir
- 1934: Fanatisme
- 1934: Die Schloßherrin vom Libanon (La Châtelaine du Liban)
- 1934: Crainquebille
- 1934: Chanson de Paris
- 1935: Aux portes de Paris
- 1935: La Marmaille
- 1936: Les Deux Gamines
- 1937: Paris
- 1937: La Pocharde
- 1937: Liberté
- 1938: Sturm über Asien (Tempête sur l'Asie)
- 1938: Prince de mon cœur
- 1939: Prince Bouboule
- 1939: Petite Peste
- 1939: Cas de conscience
- 1939: Thérèse Martin
- 1940: Face au destin
- 1944: L'Enfant de l'amour
- 1945: Dernier métro
- 1946: Mission spéciale
- 1946: On demande un manage
- 1947: Rumeurs
- 1947: Inspecteur Sergil
- 1948: Wenn an die Schule schwänzt (L'École buissonnière)
- 1948: Une belle garce
- 1949: Le Sorcier du ciel
- 1949: Die Tänzerin von Marrakesch (La Danseuse de Marrakech)
- 1950: L'Extravagante Théodora
- 1950: Le Clochard milliardaire
- 1951: Les Deux Gamines
- 1951: Madeleine, Roman einer Verlorenen (Dupont Barbès)
- 1951: Et ta sœur
- 1952: L'Agonie des aigles
- 1952: Fortuné de Marseille
- 1952: Colette tanzt für Paris (La Danseuse nue)
- 1953: Rires de Paris
- 1953: Quitte ou double
- 1953: Rendezvous in Paris (Boum sur Paris)
- 1954: Le Collège en folie
- 1954: Piédalu député
- 1954: Opération Tonnerre
- 1955: Das schwarze Gesicht von Paris (M'sieur la Caille)
- 1955: Montmarte Null Uhr 10 (Pas de souris dans le bizness)
- 1955: Straße der Verdammten (Le Couteau sous la gorge)
- 1955: Nachts auf dem Montmartre (Les Nuits de Montmartre)
- 1955: Die Straße der geschminkten Lippen (La Rue des bouches peintes)
- 1956: Drei Uhr nachts (Bob le flambeur)
- 1956: Mitsou und die Männer (Mitsou)
- 1957: Kriminalpolizei (Police judiciaire)
- 1957: Paris clandestin
- 1957: Bonjour jeunesse
- 1957: La Blonde des Tropiques
- 1957: La Nuit des suspektes
- 1958: Sklavin der Südsee (La Fille de feu)
- 1958: Madame und ihr Auto (Madame et son auto)
- 1958: La Moucharde
- 1958: Oh ! Qué mambo
- 1959: Détournement de mineures
- 1959: Geheimagent Suzuki (Monsieur Suzuki)
- 1960: Les Tortillards
- 1961: Begierde am Meer (Mourir d'amour)
- 1961: Sittenfall 1413 (Dossier 1413)
- 1962: Heißer Strand (L'Éternité pour nous)
- 1964: Les Baratineurs
- 1966: Du mou dans la gâchette